# 圭多·格拉维纳
圭多·格拉维纳（義大利語：Guido Gravina，1992年6月10日—），意大利男子赛艇运动员。他曾代表意大利参加荷兰阿姆斯特丹举行的2014年世界赛艇锦标赛，获得男子轻量级八人单桨有舵手银牌。